# Tren Al-Ándalus
El Tren Al Andalus es un tren turístico que recorre la Comunidad Autónoma de Andalucía en España. El tren fue inaugurado en 1983 por RENFE bajo el nombre de Al-Andalus Expreso, formando parte desde su inicio de los trenes más lujosos del mundo.
Los coches del Al-Ándalus Expreso, construidos antes de 1930, fueron restaurados cuidadosamente, teniendo en cuenta con toda precisión los más mínimos detalles, a imagen y semejanza de los que tuvieran en su día otros como el Orient Express o el mítico Transiberiano. Llegó a ser uno de los ferrocarriles más caros del mundo.
Su composición original estaba formada por catorce coches: 2 coches restaurante, 1 coche salón y juegos, 1 coche bar, 5 coches cama, 2 coches ducha, 1 cocina, 1 furgón generador y 1 máquina. A los coches, con mobiliario inspirado en el estilo "Belle Époque", se les asignaron nombres de ciudades y monumentos de Andalucía. Tenía capacidad para unos 74 viajeros.
Su ruta unía las ciudades de Córdoba, Granada y Sevilla, dándole al recorrido un aire romántico vinculado a los tiempos en que en Andalucía se desarrollaba la cultura árabe.
El Al Andalus Expreso estuvo circulando desde 1985 hasta 2005, siendo gestionado por la empresa Iberrail. En 2012, tras un concurso realizado por Renfe, propietaria del tren, la empresa española FEVE se hizo con la gestión del servicio, que basándose en su experiencia con el Transcantábrico, restableció de nuevo la ruta bajo el nombre de Tren Al Andalus. Es actualmente uno de los cuatro trenes de lujo que opera Renfe Viajeros, junto con el Transcantábrico Gran Lujo, el Costa Verde Express, y el Expreso de La Robla.

## Trayecto Al-Ándalus
Desde su origen, el trayecto del Al-Ándalus tiene una duración de 6 días y 5 noches. Comienza y termina siempre en Sevilla, pasando por Córdoba, Granada y Jerez de la Frontera. En la nueva ruta restablecida en 2012 se han incluido más paradas, como Baeza, Úbeda, Ronda y Sanlúcar de Barrameda. La diferencia fundamental con otros trenes, como el Orient Express, es que el Al-Ándalus no se limita a hacer solo un recorrido en tren, sino que el viaje incluye una programación completa con visitas guiadas, actividades culturales, programa gastronómico y tiempo libre para visitar los destinos.

## Otras rutas
El tren circula en determinadas fechas por otras rutas. Para la temporada 2016, se crearon aparte de la ruta andaluza, dos rutas adicionales:
- Itinerario Camino de Santiago
- Itinerario Ruta Extremeña

Además realiza viajes chárter, a medida del cliente, para grupos y empresas para incentivos, congresos y exposiciones.

## Equipamientos y servicios
La composición actual del tren es de 15 coches: 1 coche cocina, 2 coches restaurante, 1 coche bar, 1 coche salón y de Juegos, 7 coches cama, 1 coche de personal, 1 furgón generador y 1 máquina. Todos los coches están equipados de aire acondicionado y calefacción. De los 7 coches cama, 5 fueron construidos en Francia en 1929 y son coches que utilizaba la Monarquía británica para sus desplazamientos vacacionales desde Calais hasta la Costa Azul. La capacidad máxima del tren es de 64 viajeros.